# Cultuurkerk De Toekomst
Cultuurkerk De Toekomst is een voormalig rooms-katholiek kerkgebouw in de Nederlandse plaats Breedenbroek (gemeente Oude IJsselstreek, provincie Gelderland), tot 2021 de Sint-Petrus en Pauluskerk genaamd.
De waterstaatskerk is in de jaren 1854-1855 gebouwd naar plannen van architect Arnold te Wiel sr. (1790-1871) of jr. (1824-1898), ofwel in samenwerking tussen vader en zoon. De kerk was opgezet als eenbeukige kerk met een vierkante stenen kerktoren, bekroond met een lantaarn met kleine spits. In de zijgevels zijn spitsboogvensters aangebracht, die worden afgewisseld met steunberen. In 1881 is naar ontwerp van Gerard te Riele een priesterkoor aan de kerk toegevoegd. In de kerk was een orgel van de firma Gradussen aanwezig uit het jaar 1878.
Als gevolg van het teruggelopen kerkbezoek werd het kerkgebouw door het bisdom Utrecht afgestoten. Het werd in 2015 aan de eredienst onttrokken; de laatste viering vond op 14 juni dat jaar plaats. Van 2021 tot 2023 vond een ingrijpende verbouwing plaats, die inhield dat een aanzienlijk deel van het kerkgebouw werd gesloopt en het resterende gedeelte werd omgevormd tot Cultuurkerk De Toekomst. Deze bevat een kleine gebedsruimte met vergaderzaal, toiletgroep en keuken. Binnen de halfopen kerk is het opengewerkte gedeelte overdekt met een glazen overkapping. Ter bekostiging van deze operatie werd de pastorie van de kerk, die eveneens van circa 1855 dateert verkocht.

## Externe links

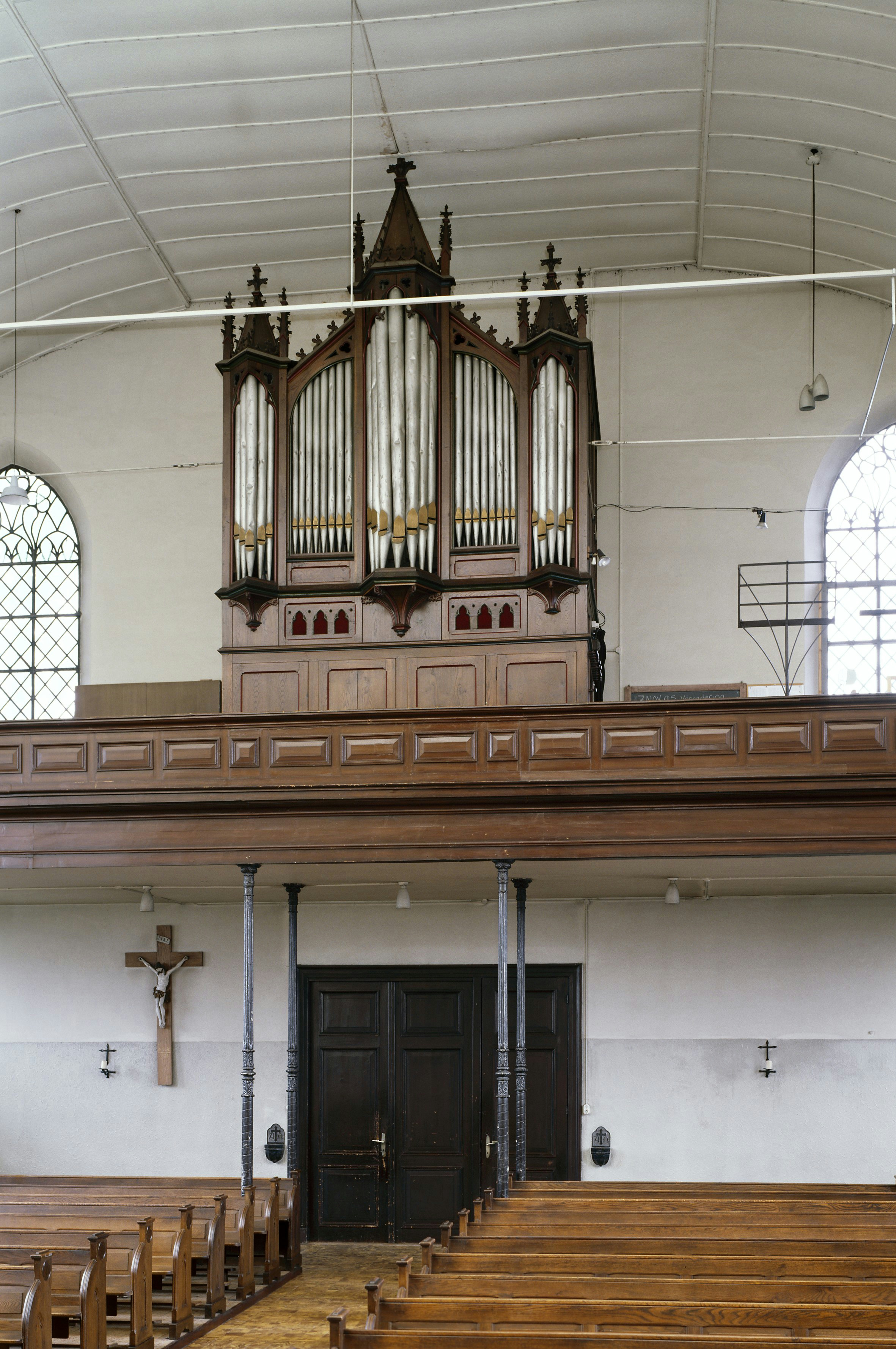
Interieur in 2005